# Un homme à défendre
Pour plus de détails, voir Fiche technique et Distribution.
Un homme à défendre est un téléfilm français de Laurent Dussaux diffusé en 2001.

## Synopsis
Léa Cassenti, avocate, se consacre uniquement à son travail depuis la mort de son mari deux ans plus tôt. Sa vie sociale est limitée à son ami Jean et sa mère. Un soir, sa chienne Lili tombe malade. Léa l'emmène chez le vétérinaire qui décide de la garder en observation toute la nuit. Le lendemain, Léa découvre la clinique cernée par la police. Le vétérinaire est accusé du meurtre de ses quatre épouses...

## Fiche technique
- Titre : Un homme à défendre
- Réalisation : Laurent Dussaux
- Scénario : Christine Miller
- Origine :  France
- Durée : 95 minutes
- Format : Couleurs

## Distribution
- Alexandra Vandernoot : Léa Cassenti
- Jérôme Anger : Pierre Angel
- Jean-Yves Berteloot : Romain Vidal
- Victor Wagner : Jean Nathan
- Claire Maurier : Denise Cassenti
- Agnès Soral : Marthe Rambal
- Sylvie Flepp : Sophie, la secrétaire
- Catherine Harnois : Corinne, la greffière
- Antoine Stip : Bernard
- Faby Schneider : Cécile
- Marie-France Duhoux : Isabelle
- Jean Valmont : Roger
- Dominique Isnard